# Moutiers-sur-le-Lay
Moutiers-sur-le-Lay är en kommun i departementet Vendée i regionen Pays de la Loire i västra Frankrike. Kommunen ligger i kantonen Mareuil-sur-Lay-Dissais som tillhör arrondissementet La Roche-sur-Yon. År 2022 hade Moutiers-sur-le-Lay 823 invånare.

## Befolkningsutveckling
Antalet invånare i kommunen Moutiers-sur-le-Lay
| Referens: INSEE |